# Francisco Coelho da Silva
Francisco Coelho da Silva (Barra do Corda, 3 de agosto de 1846 — Marabá, 20 de agosto de 1906) foi um militar, comerciante e proxeneta brasileiro que se fixou nos estados do Grão-Pará e Maranhão.

## Biografia
Ha poucas informações sobre Francisco Coelho, principalmente sobre seus primeiros anos de vida. Por falta de registros históricos não se sabe quem foram seus pais e se estudou, existindo até mesmo dúvidas acerca de sua morte. Os primeiros registros que citam Coelho, relatam sua participação em guerrilhas no estado do Maranhão.

### Como seringalista
Francisco Coelho, já comerciante em Grajaú, partiu para a província do Rio Negro (atual Amazonas) nos fins da década de 1880 parte para trabalhar no comércio seringalista nos rios Purus, Juruá e Javari.
Trabalhou por algum tempo entre as praças de Tabatinga, Tefé e Manaus, até decidir retornar ao Maranhão.

### Milícia estadual e comerciante de gado
Ao retornar ao Maranhão, torna-se sargento da "Milícia Estadual" (grupo paramilitar ligado a Guarda Nacional), atuando na expulsão de camponeses e peões na baixada maranhense com vistas a defender interesses de grandes latifundiários de São Luís e Alcântara.
Em meados da década de 1890 deixa a "Milícia" e torna-se açougueiro e comerciante de gado, mudando-se novamente para Grajaú. Passa a negociar entre as praças de Grajaú, Barra do Corda, São João dos Patos e Carolina. Levava gado de Grajaú e São João dos Patos até Carolina, trazendo desta última bens alimentícios para abastecer o sertão maranhense.

### Comerciante no Grão-Pará
Atraído pelas oportunidades comerciais no Grão-Pará, a partir de 1897 passa a negociar gado entre Carolina e a colônia militar de São João do Forte (atual São João do Araguaia). Após vários meses descendo o rio Tocantins em balsas com gado, e subindo com drogas do sertão, decide mudar-se com a família para o Grão-Pará.
Primeiramente estabelece-se em São João do Forte. Após alguns dias recebe o convite de Carlos Leitão para mudar-se para a colônia do Burgo do Itacay-Una. Muda-se pouco tempo depois para o Burgo, mas não permanece muito tempo nesta colônia, transferindo sua residência em 7 de junho de 1898 para a faixa de terra entre rios Tocantins e Itacay-Una.
Neste local ergue uma "casa comercial" em sociedade com Francisco Casimiro de Souza. A casa comercial funcionava como um barracão de aviamento, casa de preamento (casa de aprisionamento de indígenas para o trabalho escravo) e prostíbulo. A casa comercial é denominada por Coelho de "Casa Marabá", em homenagem a uma poesia de Gonçalves Dias, de quem era admirador.

## Fundação de Marabá
Embora a colonização do território marabaense tenha ocorrido inicialmente entre 1808 e 1810 por Teotônio Segurado e desde 1894 por Carlos Leitão, é tradicionalmente atribuído a Francisco Coelho o surgimento da cidade. Deve-se a isto, o fato de ter estabelecido seu comércio estrategicamente na faixa de terra onde hoje é o centro histórico da cidade.
Seu estabelecimento, foi montado a fim de ser um entreposto comercial para aqueles que navegavam pelos rios Tocantins e Itacaiunas á procura de caucho e castanha-do-brasil. O estabelecimento também era um local destinado à prostituição.

### Morte
Não há consenso em relação a causa de sua morte. Considera-se que morreu por complicações relacionadas ao tétano ou a gangrena. Disparou um tiro acidental em seu pé enquanto limpava seu rifle. Morreu em 20 de agosto de 1906 e foi sepultado em Marabá, aos 60 anos de idade.

## Homenagens
Coelho recebe diversas homenagens em Marabá:
- O nome de Coelho é dado ao bairro mais antigo da cidade de Marabá;[9]
- Seu nome é dado a uma escola na vila do km 15 da rodovia Paulo Fontelles. A vila acabou por assimilar o mesmo nome da para si;
- O museu municipal no palácio Augusto Dias será nomeado a partir de sua inauguração de "Museu Francisco Coelho".

## Críticas
Embora seja considerado um "herói" e "pioneiro" pela massa popular, Coelho é muito criticado entre o meio acadêmico e intelectual. É uma figura controversa, e é principalmente criticado em relação as suas posturas e escolhas. As principais críticas são:
- Falta de coragem e visão geopolítica, ao fundar sua casa comercial e futura colônia de Pontal do Itacay-Una em local extremamente vulnerável a enchentes. Mesmo após a grande cheia de 1904 resolveu permanecer no local por apresentar "facilidades" nas relações comerciais;[2][10]
- Era um proxeneta (cafetão) e sua casa comercial funcionava como um prostíbulo;[4]
- Até 1900 sua casa comercial funcionou como uma casa de preamento, ou seja, uma casa de aprisionamento de indígenas para o trabalho escravo nos cauchais e na prostituição.[4] Somente encerrou essas atividades após a intervenção de frei Gil de Villa Nova;[11]
- Como sargento da "Milícia Estadual Maranhense" expulsou camponeses e peões pobres, defendendo interesses de grandes latifundiários;[2]
- Embora a "Casa Marabá" tenha sido fundada por ele e seu sócio, Francisco Casimiro de Souza, por motivos escusos somente ele, Coelho, recebe os méritos por tal feito. Suspeita-se que Casimiro seja o verdadeiro autor do nome da casa comercial, sendo dessa forma, o "pai" do nome Marabá.[4]